# Межно (Витебская область)
Межно (бел. Ме́жна) — деревня в Россонском районе Витебской области Республики Беларусь. В составе Янковичского сельсовета.

## География
Расположена дорога Н3401. С одной стороны около деревни река Дрыса, с другой стороны — озеро Межно.

## История
До 2004 года входила в состав Дворищенского сельсовета.

## Население

### Численность
- 2009 год — 19 жителей

### Динамика
- 2009 год — 19 жителей (перепись населения)

## Достопримечательность
- Дом-музей партизанской славы